# 南北 (漫画家)
南北（なんぼく、12月26日 - ）は、日本の漫画家・イラストレーター。熊本県出身、高知県在住。主に成人向け漫画を執筆している。同人サークル「南北屋」としても活動している。

## 来歴
2009年、「新人ライターの香ばしき一日」で第25回快楽天新人漫画王賞「お姫様賞」受賞、『COMIC快楽天』6月号に掲載され漫画家デビュー。
2012年、『ガンダムエース』9月号（角川書店）から『シャアの日常』の連載を開始し、2021年2月号で終了した。

## 作品リスト

### 成人向け漫画
1. 『恋人ルール』[6] 2012年2月1日発売[7]、ワニマガジン社〈ワニマガジンコミックススペシャル〉、ISBN 978-4-86269-191-0
  - ホワイトスプラッシュ／恋人ルール／犬のきもち／はつこい／姉のドア／図書館恋愛／下野クリニックへようこそ!／うちには忍者がいる。／ぶっかけマネージャー／ぶっかけマネージャー 純愛淫行編／新人ライターの香しき一日／笑うカウンセラー／真実の自画像／ツヨクヨワク
2. 『みんなのお嫁さん』[8] 2015年4月20日発売[9]、ワニマガジン社〈ワニマガジンコミックススペシャル〉、ISBN 978-4-86269-362-4
  - しあわせのしわ／家族計画／イクぜっ！介抱少女／淫欲の演奏者／彼女は声に恋をする／恋愛否定主義／ピラミッドの定理／ピラミッドの摂理（描き下ろし）／みんなのお嫁さん／Nの純情／魔法をかけて／恋人ルールクライマックス／乳福星
3. 『女の子はヴィーナス』 2018年12月27日発売[10]、ワニマガジン社〈ワニマガジンコミックススペシャル〉、ISBN 978-4-86269-610-6
  - 王子のたまごは雛に孵る （COMIC快楽天 2018年5月号）
  - 下心あれば母心 （COMIC快楽天 2017年12月号）
  - めおとくす （COMIC快楽天 2015年9月号）
  - 姫の秘めごと （COMIC快楽天 2015年11月号）
  - イニシアティブ （COMIC快楽天 2016年11月号）
  - 花結び （COMIC快楽天 2016年7月号）
  - 青春の隣りに （COMIC快楽天 2017年2月号）
  - はじめてのひと （COMIC快楽天 2018年10月号）
  - 運命の電車 （COMIC快楽天 2016年2月号）
  - 悪魔の契約 （COMIC快楽天 2017年6月号）

#### 未収録作品
- 女の子はヴィーナス （COMIC快楽天 2019年4月号）[11]
- 快楽園 （COMIC快楽天 2019年10月号）[12]
- お姫様の結婚 （COMIC快楽天 2020年2月号）[13]
- ぶれいく・ゆあ・ふぇいす （COMIC快楽天 2022年2月号）[14]

### 一般向け漫画
- 『シャアの日常』 2012年 - 2020年、脚本：本田雅也、原作：矢立肇・富野由悠季、角川書店〈角川コミックス・エース〉、全8巻